# Cayaponia longifolia
Cayaponia longifolia är en gurkväxtart som beskrevs av Célestin Alfred Cogniaux. Cayaponia longifolia ingår i släktet Cayaponia och familjen gurkväxter. Inga underarter finns listade i Catalogue of Life.